# Oreolais pulcher
Oreolais pulcher é uma espécie de ave da família Cisticolidae.
Pode ser encontrada nos seguintes países: Camarões, República Democrática do Congo, Quénia, Nigéria, Sudão e Uganda.